# Tärningsörarna
Tärningsörarna este o arie protejată (arie de protecție specială avifaunistică — SPA) din Suedia întinsă pe o suprafață de 18,3 ha, integral pe uscat.

## Localizare
Centrul sitului Tärningsörarna este situat la coordonatele 56°10′12″N 15°57′27″E / 56.1699°N 15.9574°E.

## Înființare
Situl Tärningsörarna a fost declarat arie de protecție specială avifaunistică în iulie 2000 pentru a proteja 3 specii de animale.

## Biodiversitate
Situată în ecoregiunile boreală și marină baltică, aria protejată nu include niciun habitat protejat.
La baza desemnării sitului se află mai multe specii protejate de  păsări (3): chiră mică (Sterna albifrons), Sterna paradisaea, chiră de mare (Sterna sandvicensis).